# Proteopharmacis horrens
Proteopharmacis horrens là một loài bướm đêm trong họ Geometridae.